# Warlaing
Warlaing is een gemeente in het Franse Noorderdepartement. De gemeente heeft een totale oppervlakte van 3,9 km² en telde 461 inwoners op 1 januari 1999. Warlaing ligt aan de Scarpe.

## Geschiedenis
De westelijke helft van de gemeente wordt gevormd door Alnes, een voormalige gemeente die in 1836 werd samengevoegd met Warlaing. De fusiegemeente droeg eerst de naam Alnes, vanaf 1885 de naam Warlaing.

## Bezienswaardigheden
- De Onze-Lieve-Vrouw Hemelvaartkerk (Église Notre-Dame de l'Assomption) is een neogotisch kerkgebouw van 1852.

## Natuur en landschap
Ten noorden van Warlaing loopt het Omleidingskanaal van de Scarpe (Canal du Décours). Verder loopt door de plaats de gekanaliseerde Scarpe en in het oosten de Grande Traitoire. De hoogte aan de kerk bedraagt 20 meter.

## Geografie
De onderstaande kaart toont de ligging van Warlaing met de belangrijkste infrastructuur en aangrenzende gemeenten.

## Demografie
Onderstaande figuur toont het verloop van het inwonertal (bron: INSEE-tellingen).

## Sport
In de gemeente begint de kasseistrook van Warlaing naar Brillon, een kasseistrook van 2400 meter die meermaals werd opgenomen in het parcours van de wielerklassieker Parijs-Roubaix.

## Nabijgelegen kernen
Wandignies-Hamage, Marchiennes, Tilloy-lez-Marchiennes, Hornaing